# Bernd Hertle
Bernd Hertle (* 1962) ist ein deutscher Gartenbauwissenschaftler. Der international anerkannte Experte für Freilandzierpflanzen lehrt und forscht seit 1996 als Professor an der Hochschule Weihenstephan-Triesdorf.

## Leben
Bernd Hertle arbeitete nach seinem Studium in Projekten zur Fassadenbegrünung des Landes Nordrhein-Westfalen. Von 1988 bis 1991 war er Mitarbeiter im Palmengarten in Frankfurt am Main und von 1991 bis 1996 Technischer Leiter des Sichtungsgartens Weihenstephan.
Mit der Dissertationsschrift Mulchmaterialien in Staudenpflanzungen. Mehrjährige Untersuchungen im Sichtungsgarten Weihenstephan über Auswirkungen auf Pflanzenwachstum, Boden, Unkrautflora und Pflegeaufwand wurde er 1995 an der Universität Hannover bei Hans-Joachim Liesecke promoviert. 1996 nahm er den Ruf der Fachhochschule Weihenstephan an und übernahm im Studiengang Gartenbau das Lehrgebiet Freilandzierpflanzen. Seine Lehrveranstaltungen umfassen heute Staudenkunde, Gehölzkunde, Dachbegrünung, Fassadenbegrünung, Pflanzenverwendung auf Gräbern sowie Gartengestaltung. Im Oktober 2006 übernahm Bernd Hertle als Nachfolger seines Lehrers Peter Kiermeier die Leitung der Weihenstephaner Gärten. Er stand damit vor der Herausforderung, deren anerkannt hohes Niveau angesichts des fortwährenden Stellenabbaus aufrechtzuerhalten und weiterzuentwickeln. Da sich diese Herausforderung aufgrund immer neuer Einsparung zunehmend als unmöglich lösbar erschien, legte er seine Aufgaben als wissenschaftliche Leitung der Weihenstephaner Gärten im März 2022 nieder. Insbesondere die Idee der Hochschulleitung, das Budget der Weihenstephaner Gärten durch Kooperation mit Unternehmen aufzustocken, wollte er nicht mittragen. Seine Nachfolge und auch die Zukunft der Weihenstephaner Gärten ist noch nicht geklärt.
Hertle engagierte sich auch als Dekan der Fakultät Gartenbau und Lebensmitteltechnologie. Von 2003 bis März 2007 leitete er das neu errichtete Institut für Gartenbau an der Staatlichen Forschungsanstalt für Gartenbau Weihenstephan. Hierbei hatte er zunächst die von der damaligen CSU-Landesregierung und ihrem Landwirtschaftsminister Josef Miller beschlossene Umstrukturierung umzusetzen, was auch  Personalabbau bedeutete. Es galt, acht ehemalige Institute zu einer Einheit zu verschmelzen und künftig verstärkt Drittmittel einzuwerben.
Einen Namen in gärtnerischen Fachkreisen machte sich Hertle vor allem als Fachmann für Stauden. Seit 1997 leitet er den Arbeitskreis „Staudensichtung“ im Bund deutscher Staudengärtner (BdS), dessen Vorstand er auch angehört. Als Arbeitskreisleiter hat er vor allem Änderungen bei der Sichtung durchgesetzt, wodurch das Bewertungssystem transparenter und die Ergebnisse nachvollziehbar wurden. Dies fand große Akzeptanz in der Branche. Der Bund deutscher Staudengärtner verlieh ihm dafür im Jahr 2009 die BdS-Ehrennadel. Von 1998 bis 2005 betreute Hertle außerdem das internationale Staudenregister und war von 1998 bis 2006 President of the Commission for Plant Analysis der Internationalen Stauden-Union (ISU). 2010 übernahm er zudem die die Leitung des fachlichen Beirats des Schau- und Sichtungsgartens Hermannshof in Weinheim.
Über den deutschsprachigen Raum hinaus bekannt ist er bei einem breiteren Publikum zudem durch seinen Ratgeber Gartenblumen. So blühen sie am schönsten. Porträts und Pflegeanleitungen beliebter Gartenblumen und attraktiver Grünpflanzen (1993). Das in Zusammenarbeit mit Peter Kiermeier und der Fotografin Marion Nickig entstandene erfolgreiche Handbuch erfuhr auch Übersetzungen unter anderem ins Englische, Finnische, Niederländische, Tschechische und Litauische. Für Kiesgärten – Blütenpracht ohne Gießen (2010) wurde er mit dem Deutschen Gartenbuchpreis 2011 in der Kategorie „Bester Ratgeber“ ausgezeichnet.

## Schriften
- Die Gehölze im Freiland des Palmengartens, Palmengarten, Frankfurt am Main 1990
- zusammen mit Peter Kiermeier und Marion Nickig: Gartenblumen. So blühen sie am schönsten. Porträts und Pflegeanleitungen beliebter Gartenblumen und attraktiver Grünpflanzen. Mit Gestaltungs-Ideen für große und kleine Gärten, Gräfe und Unzer, München 1993 (ISBN 3-7742-1796-3)  Englisch, Finnisch, Niederländisch, Tschechisch, Litauisch (mehrere Auflagen, später von denselben Autoren unter dem Titel Das große GU-PraxisHandbuch Gartenblumen, Gräfe und Unzer, München 2008, ISBN 978-3-8338-0704-6 oder ISBN 3-8338-0704-0)
- Mulchmaterialien in Staudenpflanzungen. Mehrjährige Untersuchungen im Sichtungsgarten Weihenstephan über Auswirkungen auf Pflanzenwachstum, Boden, Unkrautflora und Pflegeaufwand, Dissertationsschrift, Universität Hannover 1995 (im Druck als Heft 42 der Reihe Beiträge zur räumlichen Planung, Institut für Grünplanung und Gartenarchitektur, Hannover 1995, ISBN 3-923517-29-7)
- Stauden im Freiland, Palmengarten, Frankfurt am Main 2002
- zusammen mit Gisela Zinkernagel, Josef Sieber und Hans Simon: BdB-Handbuch III „Stauden“, 20., veränderte Auflage, Österreichischer Agrarverlag, Wien 2006 (ISBN 3-7040-2196-2)
- Kiesgärten – Blütenpracht ohne Gießen, Gräfe und Unzer, München 2010 (ISBN 978-3-8338-1971-1)